# Charlotte Rampling
Charlotte Rampling, OBE (født 5. februar 1946 i Sturmer, Essex, England) er en engelsk filmskuespiller.
Hun havde baggrund som model, da hun debuterede i Richard Lesters The Knack ...and How to Get It (Dét - og hvordan man får det, 1965). Rampling har med kølig skønhed og små virkemidler fremstillet komplicerede "femmes fatales". Hun blev bemærket i Georgy Girl (1966), og spillede en birolle i The Damned (De lange knives nat, 1969) instrueret af Luchino Visconti. Hun fik stor opmærksomhed for sin kontroversielle hovedrolle i Liliana Cavanis The Night Porter (Natportieren, 1974) over for Dirk Bogarde, om en koncentrationslejrfanges masochistiske forhold til en af vogterne. Hun spillede over for Robert Mitchum i Farewell, My Lovely (Farvel, min elskede, 1975), og havde derefter karakterfulde biroller i film som Stardust Memories (1980), The Verdict (Dommen, 1982), Angel Heart (Djævelen i hjertet, 1987) og D.O.A. (Død ved ankomsten, 1988). Hun havde en birolle i Hans Petter Molands Aberdeen (2000) og har haft hovedroller i François Ozons Sous le sable (Under sandet, 2000) og Swimming Pool (2003).

## Filmografi
- Dune (2021)